# Ballabio
Ballabio – miejscowość i gmina we Włoszech, w regionie Lombardia, w prowincji Lecco.
Według danych na rok 2004 gminę zamieszkiwało 3326 osób, 237,6 os./km².